# 徐飞 (1963年)
徐飞（1963年10月—），国家杰出青年科学基金获得者，首都师范大学教授。

## 生平
1984年本科毕业于安徽师范大学数学系，1987年于华东师范大学获硕士学位，1989年在中国科学技术大学获博士学位。随后在南开大学和中国科学技术大学做博士后研究。1993年至2000年，任中国科学技术大学副教授。2000年至2007年，任中国科学院数学与系统科学研究院研究员。2008年入职首都师范大学，任数学科学学院教授、博士生导师。

## 学术贡献
主要从事代数数论和算术几何研究工作。主持国家杰出青年科学基金、国家自然科学基金重点项目、中国科学院百人计划项目等课题多项。研究成果“齐性空间中的整点”获2019年度教育部自然科学奖一等奖，是首都师范大学首次以第一完成单位获得教育部自然科学奖一等奖。